# Баскі
Баскі (італ. Baschi) — муніципалітет в Італії, у регіоні Умбрія,  провінція Терні.
Баскі розташоване на відстані близько 90 км на північ від Рима, 55 км на південь від Перуджі, 38 км на захід від Терні.
Населення — 2763 особи (2014).
Щорічний фестиваль відбувається 25 квітня. Покровитель — San Longino.

## Демографія
Населення за роками:

Станом на 1 січня 2023 року в муніципалітеті офіційно проживали 184 іноземці з 29 країн, серед них 101 громадянин країн Євросоюзу та 8 громадян України.

## Сусідні муніципалітети
- Монтеккьо
- Орв'єто
- Тоді